# Murat (Cantal)
Murat è un comune francese di 2 125 abitanti situato nel dipartimento del Cantal nella regione dell'Alvernia-Rodano-Alpi.

## Geografia
Situata a 920 metri di altitudine, la città di Murat gode di una ottima posizione geografica: si trova infatti nel cuore dei monti del Cantal e del Parco Naturale Regionale dei Vulcani d'Alvernia.

Inoltre il centro medievale custodisce ancora molte case antiche, con i tetti in pietra losa che esaltano il fascino del luogo.

## Società

### Evoluzione demografica
Abitanti censiti